# Pyrostria phyllanthoidea
Pyrostria phyllanthoidea là một loài thực vật có hoa trong họ Thiến thảo. Loài này được (Baill.) Bridson miêu tả khoa học đầu tiên năm 1987.